# Mùa đông Ả Rập
Mùa đông Ả Rập là cụm từ để chỉ cho tình trạng trỗi dậy của chủ nghĩa chuyên chế và chủ nghĩa Hồi giáo cực đoan tiến hóa từ các cuộc biểu tình Mùa xuân Ả Rập tại thế giới Ả Rập. Cụm từ Mùa đông Ả Rập được dùng để chỉ về những sự cố xảy ra tại các nước thuộc Liên đoàn Ả Rập ở MENA (Trung Đông và Bắc Phi) bao gồm cuộc Nội chiến Syria Cuộc nổi dậy Iraq (sau khi quân đội Hoa Kỳ rút quân) và cuộc nội chiến theo sau, cuộc Khủng hoảng Ai Cập , khủng hoảng Libya đưa đến nội chiến Libya và cuộc Nội chiến Yemen. Những sự cố thuộc Mùa đông Ả Rập bao gồm cả việc lật đổ Tổng thống Hồi giáo Mohamed Morsi, sự tiếm quyền của Abdel Fattah el-Sisi và cuộc vận động chống lại những người ủng hộ tổ chức Anh em Hồi giáo.
Theo những học giả của Đại học Warszawa, Mùa xuân Ả Rập sau khi bắt đầu bốn năm đã hoàn toàn biến thành Mùa đông Ả Rập, được đặc trưng bởi sự xuất hiện nhiều cuộc nội chiến, đưa tới bất ổn khu vực, suy giảm về kinh tế và dân số, và xung đột giáo phái dân tộc. Theo một nghiên cứu từ Đại học Hoa Kỳ tại Beirut, cho tới mùa hè 2014 nó đã đưa tới cái chết của 1/4 triệu người và 1 triệu người tị nạn..

## Định nghĩa
Mùa đông Ả Rập được dùng để chỉ về những sự cố xảy ra tại các nước thuộc Liên đoàn Ả Rập ở MENA (Trung Đông và Bắc Phi) bao gồm cuộc Nội chiến Syria. Cuộc nổi dậy Iraq (sau khi quân đội Hoa Kỳ rút quân) và cuộc nội chiến theo sau, cuộc Khủng hoảng Ai Cập, khủng hoảng Libya đưa đến nội chiến Libya và cuộc Nội chiến Yemen. Những sự cố thuộc Mùa đông Ả Rập bao gồm cả việc lật đổ Tổng thống Hồi giáo Mohamed Morsi, sự tiếm quyền của Abdel Fattah el-Sisi và cuộc vận động chống lại những người ủng hộ tổ chức Anh em Hồi giáo. Sự phát triển chính trị, đặc biệt là phục hồi chủ nghĩa độc đoán và đàn áp tự do dân sự ở Ai Cập kể từ cuộc đảo chính Ai Cập 2013 đã được mô tả như là một "mùa đông quân sự" có chức năng chống lại các mục tiêu của Mùa Ả Rập. Các nhóm vũ trang và bộ lạc khác nhau đã bắt đầu đánh nhau tại Libya sau khi các cuộc đàm phán bị ngưng lại. Các đấu trường của Lebanon và Bahrain cũng được xác định là khu vực của mùa đông Ả Rập. Libya cùng với Syria được Giáo sư Sean Yom cho là những thí dụ bi quan. Mâu thuẫn Bắc Mali thường được miêu tả là một phần của "Mùa Đông Hồi giáo" . Những thay đổi chính trị đã xảy ra ở Tunisia, liên quan đến sự thay đổi chính phủ, cũng như cuộc nổi dậy của ISIL, cũng được chỉ ra bởi một số người có thể là "hướng về mùa Đông Ả Rập"
Theo các học giả của Đại học Warsawa, Mùa xuân Ả Rập chuyển sang hoàn toàn thành mùa Đông Ả Rập bốn năm sau khi nó bắt đầu . Quan điểm này cũng được hỗ trợ bởi Giáo sư James Y. Simms Jr. trong bài báo bày tỏ ý kiến của mình cho tờ Richmond Times năm 2017. Vào đầu năm 2016, The Economist đánh dấu tình hình trên khắp các quốc gia Ả Rập là "tồi tệ hơn bao giờ hết", cho là mùa Đông Ả rập đang diễn ra .

## Hệ lụy

### Ảnh hưởng kinh tế
Theo Trung tâm Moshe Dayan nghiên cứu về Trung Đông và châu Phi, cuộc biến động khắp thế giới Ả Rập đã gây thiệt hại lên tới 800 tỉ USD. Có tới 16 triệu người ở Ai Cập, Syria, Jordan, Liban và Iraq phải cần hỗ trợ nhân đạo trong năm 2014.
Theo báo The Economist, Malta được cho là đã được hưởng lợi từ cuộc khủng hoảng này khi tăng trưởng du lịch nước này đã tăng cao do du khách chọn một nơi thay thế an toàn thay vì đi Ai Cập hoặc Tunesia.

### Thương vong
Theo một nghiên cứu từ Đại học Hoa Kỳ tại Beirut, thì cho tới mùa hè 2014 Mùa đông Ả Rập đã đưa tới cái chết của 1/4 triệu người và hàng triệu người tị nạn..
Theo nhà báo và bình luận gia chính trị George Will, đến đầu năm 2017, khoảng 30.000 người đã thiệt mạng tại Libya, 220.000-320.000 người bị giết chết ở Syria và chỉ riêng cuộc nội chiến Syria đưa đến 4 triệu người tị nạn.

### Khủng hoảng người di cư

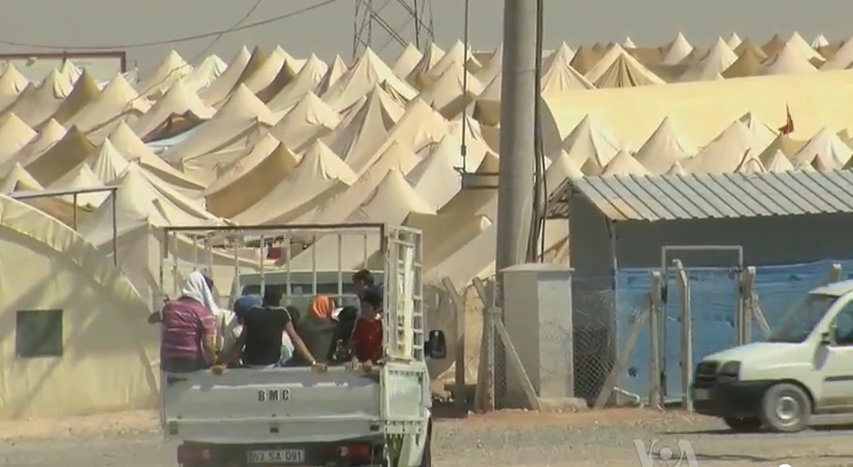
Người tị nạn Syria ở biên giới Thổ Nhĩ Kỳ-Syria năm 2012

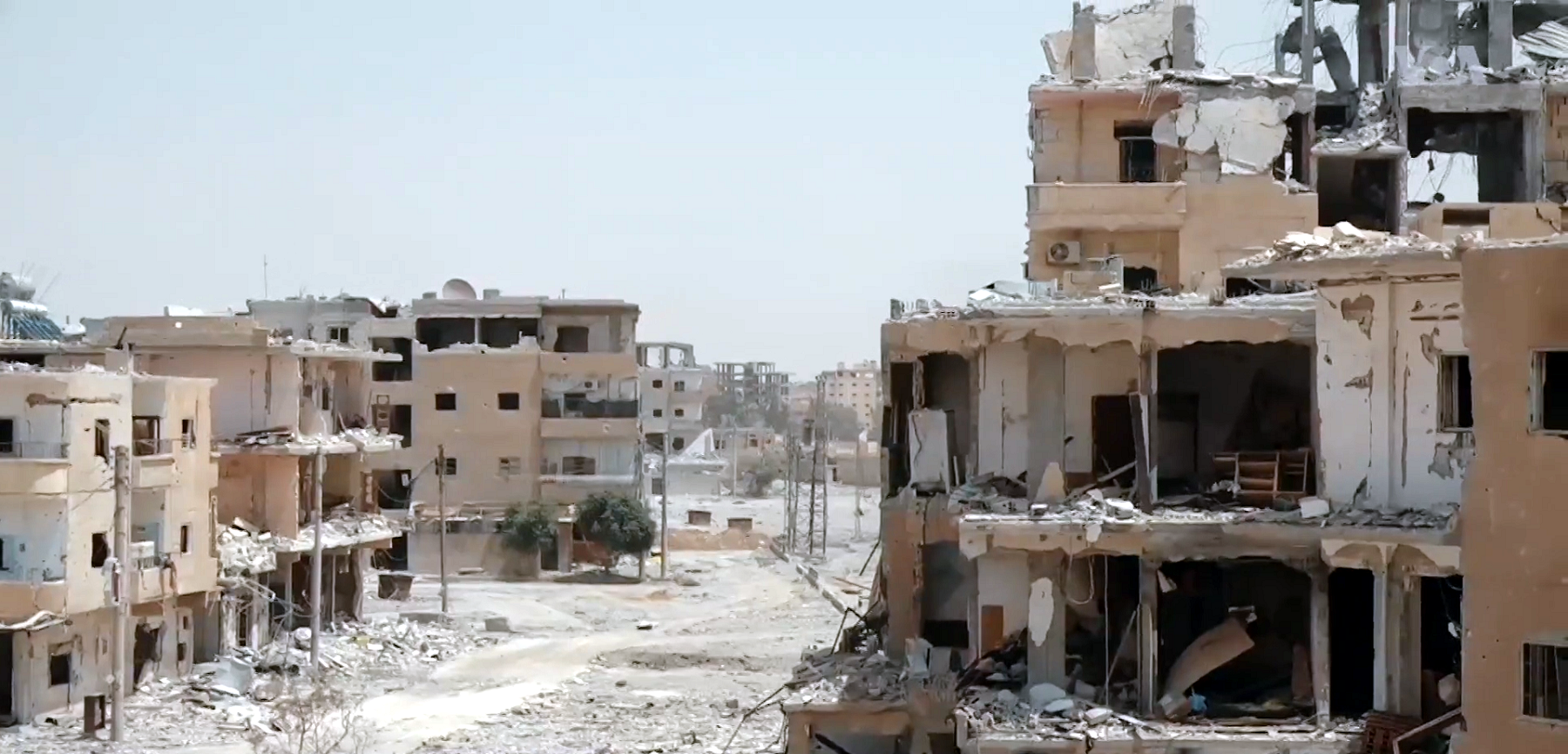
Raqqa bị hư hại từ Nội chiến Syria.

Tình trạng bất ổn không hồi kết này đã gây ra ảnh hưởng không tốt cho châu Âu với sự gia tăng chóng mặt các thuyền nhân tị nạn vượt biển mà theo mô tả, thì "còn tồi tệ hơn khủng hoảng Thuyền nhân Việt Nam trước đây". Một số người Libya và Syria, vì muốn liều mình tìm kiếm cuộc sống mới, đã tìm cách vượt biển Địa Trung Hải, khiến cho các hoạt động tuần biển gia tăng nhanh chóng ở Âu lục.